# Angelika Kallio
Angelika Kallio (15 de septiembre de 1972) es una modelo finlandesa, viviendo y trabajando en el extranjero desde principios de los 90s.

## Origen
Nacida en Letonia, Kallio se transladó a Finlandia con su madre cuando aún era niña, asistiendo a un colegio ruso-finlandés en Helsinki. A la edad de 15 años, firmó con Paparazzi, la agencia de moda más grande de Finlandia.

## Carrera
Kallio empezó su carrera en 1990 con una sesión de fotos para la británica Elle. Llamó la atención de Karl Lagerfeld, quien se convirtió en su patrón, y Kallio empezó una intensa colaboración con el diseñador y la prestigiosa casa de Chanel.
A través de los 90s, Kallio apareció en las portadas de diversas revistas, incluyendo Amica, Cosmopolitan, Elle, Glamour, L'Officiel, Marie Claire, y Vogue, además de ediciones en revistas como Esquire, Harper's Bazaar, Rolling Stone, y W. Kallio también trabajó con casas como Alberta Ferretti, Anna Sui, Azzedine Alaia, Badgley Mischka, Calvin Klein, Carolina Herrera, Celine, Dolce & Gabbana, Helmut Lang, Lanvin, Michael Kors, Ralph Lauren, Sergio Rossi, Valentino, Versace, y Victoria's Secret, apareciendo en anuncios y eventos de moda. Además, Kallio también apareció en anuncios de Macy's y Neiman Marcus.
Como top model internacional, Kallio ha trabajado alrededor del mundo, ha vivido en París, Nueva York, y Miami, y figuró en varios programas de noticias y entretenimiento, incluyendo WABC-TV's Eyewitness News y Hard Copy. También hizo un cameo en la comedia romántica de 1993,  For Love or Money, protagonizada por Michael J. Fox y Gabrielle Anwar.
En los 2000s, Kallio trabajó para Nicole Miller por diez años, teniendo también su propia línea de lencería. Hasta 2010, Kallio modeló para J.Crew, y apareció en la portada de la Elle finlandesa por su segundo aniversario. Kallio es representada por Ford Models en Nueva York.

## Vida personal
Kallio vive en Nueva York. Tiene un hijo de una relación anterior. Además del modelaje, Kallio trabaja como agente inmobiliario.
La autobiografía de Kallio Huippumallin päiväkirja (Top Model's Diary) fue publicada por Tammi en Finlandia en 2005.